# 境氏
境氏（さかいし）は、日本の氏族。

## 歴史
千葉胤正の次男常秀が上総国山辺郡堺郷にちなんで、境氏を称したのに始まる。
千葉氏は胤正の息子の代で大きく二分化される。胤正の長男である成胤は千葉氏の姓及び家督を継承した。これに対して常秀は、房総平氏の惣領であった介八郎広常が有していた上総権介の地位及びその所領を継承した（そのため、上総千葉氏と呼ばれることが多い）。この相続は、成胤が狭義の千葉氏を相続したのに対し、常秀はそれをも含んだ房総平氏全体の惣領になったことを意味するのである。実際、常秀は、千葉氏の通字である「胤」ではなく、房総平氏の通字である「常」の名を有していた（叔父の相馬師常も「常」の字を有しているが、これは先祖代々の相馬御厨を有していたため）。
房総平氏全体を統率することになった常秀だが、息子の秀胤の代には同じく鎌倉幕府の重鎮であった三浦泰村の妹を娶るなどして、当然、その勢いが止まることはなかった。だが、これは執権北条氏の警戒することになった。果たして、宝治元年（1247年）に三浦氏が滅ぼされると（宝治合戦）、境氏も討伐の対象になった。この時に討伐にあたったのが、同じ千葉一族の大須賀胤氏と東胤行であった。しかも、胤行は秀胤の息子泰秀の妻の父であった。北条氏は同族同士の殺し合いを行わせることで、千葉氏の力を削ごうとしたのである。既に覚悟を決めた秀胤は自害しようとしていたが、この時に弟の埴生時常が駆けつけてきた。時常は兄の秀胤と所領を巡って日頃は争っていたが、兄の窮地を知り駆けつけてきたのである。人々はこれを「美談」と捉えた。かくして、秀胤は妻子及び一族郎党163人とともに自害して果てた。ここに房総平氏は完全に滅亡したのである。

## 末裔
東胤行は自らの功と引き換えに、時常の遺児、秀胤の末子、秀胤の次男・政秀の2人の遺児、そして自らの外孫である泰秀の遺児の助命を行い、認められた。この時、助命された境氏の遺児の末裔を称する家は多い。阿波千葉氏がそれである。上総酒井氏は境氏の末裔との説がある。また、国際連盟事務次長を務めた新渡戸稲造の家系は境氏の末裔と称している。

## 系譜
```
千葉胤正

 　┣━━━━┓

千葉成胤
　
境常秀

　           ┣━━━━┓
　　       
境秀胤
    
埴生時常

             ┃       ┃
　　　　　　 ┃　　　  子
             ┣━━━┳━━━┳━━━┳━━━┓
           
時秀
　　
政秀
    
泰秀
    
景秀
     子
                     ┣━┓  ┃
                   子 子　 子
```